# Gerardo Bedoya
Gerardo Alberto Bedoya Múnera (* 26. November 1975 in Ebejico) ist ein ehemaliger kolumbianischer Fußballspieler. Bekanntheit erreichte er dadurch, dass er während seiner Karriere insgesamt 46 rote Karten erhielt.

## Karriere
Neben zahlreichen Spielen für verschiedene Clubs in Kolumbien und Argentinien bestritt er zwischen 2001 und 2009 49 Länderspiele für die kolumbianische Nationalmannschaft.

## Titel und Erfolge
Deportivo Cali
- Categoría Primera A (1): 1998

Racing Club de Avellaneda
- Primera División (1): Apertura 2001

Santa Fe CD
- Categoría Primera A (1): Apertura 2012

Kolumbien
- Copa América 2001